# Trigger (serie televisiva)
Trigger (트리거?, TeurigeoLR) è una serie televisiva sudcoreana distribuita da Netflix il 25 luglio 2025.

## Trama
Quando la Corea del Sud introduce il divieto di possedere armi da fuoco, il loro contrabbando aumenta esponenzialmente, e di conseguenza anche i crimini legati alle armi illegali. Il poliziotto Lee Do si allea quindi con il trafficante d'armi Moon Baek per fermare l'escalation di violenza.

## Personaggi e interpreti
- Lee Do, interpretato da Kim Nam-gil
- Moon Baek, interpretato da Kim Young-kwang